# Cuba (Illinois)
Cuba es una ciudad ubicada en el condado de Fulton en el estado estadounidense de Illinois. En el Censo de 2010 tenía una población de 1294 habitantes y una densidad poblacional de 920,1 personas por km².

## Geografía
Cuba se encuentra ubicada en las coordenadas 40°29′37″N 90°11′36″O / 40.49361, -90.19333. Según la Oficina del Censo de los Estados Unidos, Cuba tiene una superficie total de 1.41 km², de la cual 1.41 km² corresponden a tierra firme y (0%) 0 km² es agua.

## Demografía
Según el censo de 2010, había 1294 personas residiendo en Cuba. La densidad de población era de 920,1 hab./km². De los 1294 habitantes, Cuba estaba compuesto por el 98.61% blancos, el 0.39% eran afroamericanos, el 0.23% eran amerindios, el 0.08% eran asiáticos, el 0% eran isleños del Pacífico, el 0% eran de otras razas y el 0.7% pertenecían a dos o más razas. Del total de la población el 1.85% eran hispanos o latinos de cualquier raza.